# Petrochromis macrognathus
Petrochromis macrognathus är en fiskart som beskrevs av Yamaoka, 1983. Petrochromis macrognathus ingår i släktet Petrochromis och familjen Cichlidae. IUCN kategoriserar arten globalt som otillräckligt studerad. Inga underarter finns listade i Catalogue of Life.